# Zygmunt Janiszewski
Zygmunt Janiszewski   (Varsòvia, 12 de juny de 1888 - Lviv, 3 de gener de 1920) va ser un matemàtic polonès.

## Vida i Obra
El seu pare va ser un important financer de Varsòvia que va dirigir una societat de crèdit important. El 1907, en acabar els estudis secundaris a la seva ciutat, va decidir anar a estudiar fora de Varsòvia, ciutat que, en aquell temps era de l'Imperi Rus. Va estudiar, doncs, a les universitats de Zúric, Múnic, Göttingen i París. El 1911 va obtenir el doctorat a la universitat de París amb una tesi dirigida per Henri Lebesgue. La seva tesi no era només original pel seu contingut matemàtic, sinó perquè, a més, estava dedicada a Marc Sangnier, un polític i reformador social catòlic progressista, les idees del qual el van influir tota la seva vida.
El curs de 1911/12 va donar algunes classes de topologia en una societat científica de Varsòvia, abans de ser professor a la universitat de Lvov (actual Lviv, a Ucraïna). En esclatar la Primera Guerra Mundial va ser mobilitzat a les Legions Poloneses. Tot i així, encara va aconseguir fundar una societat matemàtica a Lvov el 1917.
El 1917, en re-instaurar-se la universitat polonesa de Varsòvia, ell i Stefan Mazurkiewicz van ser-ne el primers professors de matemàtiques, als quals es va unir l'any següent Wacław Sierpiński. En aquest temps, va publicar una article en el que definia quin havia de ser el programa de treballs dels matemàtics polonesos, si volien tenir alguna rellevància internacional: segons ell s'havien de concentrar en la teoria de conjunts i en la topologia, el que convertia la lògica matemàtica i els fonaments de les matemàtiques en el centre dels seus estudis.
Malauradament, el 1919 va contraure la grip espanyola que li va provocar una neumònia de la que va morir només començar el 1920. No va poder arribar a veure la publicació del primer número de la revista Fundamenta Mathematicae que ell mateix havia ajudat a crear.
En morir, i d'acord a les seves idees altruistes, va deixar tots els seus bens a la beneficència, sobre tot per formar nens amb pocs recursos. Fins i tot va donar el seu cos i tots els seus òrgans a la ciència, cosa que no es va fer perquè en el seu funeral encara no es coneixia el contingut del testament, i va ser enterrat al cementiri a Lvov.